# Ursula Böttcher
Ursula Böttcher geb. Blütchen (* 6. Juni 1927 in Dresden; † 3. März 2010 ebenda) war eine deutsche Dompteurin, die mit ihrer Eisbärendressur internationalen Ruhm erlangte. Sie galt als bekannteste Dompteurin der DDR.

## Leben
Ursula Böttcher wuchs am Rande von Dresden auf und begeisterte sich für den Zirkus Sarrasani in der Stadt. Nach Beendigung der Schule wurde sie Telegraphenbotin auf dem Fahrrad, begann jedoch 1952 als Reinigungskraft beim Zirkus Busch, um ihrem Ziel, mit Tieren im Zirkus zu arbeiten, näher zu kommen. Sie konnte daneben mit den Artisten üben und erhielt so 1954 die Chance, mit einer Esel-Abwurfnummer zu debütieren. Schon ein Jahr später trat sie beim Zirkus Barlay mit einer Löwengruppe auf. In den folgenden Jahren dressierte Böttcher auch Braunbären und Leoparden.
Ab 1960 war sie beim Staatszirkus der DDR angestellt, wo sie die von Georg Weiß übernommene gemischte Raubtiergruppe betreute. Im Jahr 1961 begann die Arbeit mit Eisbären, zunächst mit älteren Tieren und ab 1964 mit jungen Bären, deren Dressur in Böttchers Hand lag. Gemeinsam mit ihrem Lebensgefährten Manfred Horn trat sie bald erfolgreich in einer weltweit einmaligen Eisbärendressur auf. Horn und Böttcher hatten ab 1971 Engagements in renommierten ausländischen Zirkusarenen wie Toni Boltini, Jean Richard und Feijoo Castilla. Zwischen 1975 und 1981 gastierten sie mit dem Zirkus Berolina in Griechenland, dann mit dem Vereinigten Staatszirkus der DDR in den USA beim Zirkus Ringling Bros. and Barnum & Bailey. Später folgten weitere Gastspiele weltweit, unter anderem in Japan. Am 21. September 1990 wurde Ursula Böttchers Lebens- und Showpartner vor ihren Augen während einer Kodiakbärennummer nach einem Sturz von den Tieren angegriffen. Er erlag seinen Verletzungen zwei Tage später.
Nach der Wende wurde der Staatszirkus der DDR 1991 in die Berliner Circus Union überführt. Ursula Böttcher trat zunächst in Spanien auf und kehrte anschließend nach Berlin zurück. Im Jahr 1995 trat sie in Zusammenarbeit mit dem Zirkus Berolina mit ihrer Eisbärenrevue zweimal täglich im Berliner Spreepark auf. Im Jahr 1999 ließ die Treuhandanstalt die Berliner Circus Union liquidieren. Böttcher wurde entlassen und die Tiere ihrer Eisbärengruppe auf mehrere Zoos verteilt, obwohl es Angebote zur Übernahme der Eisbärengruppe gab. Der Berliner Zoo bekam zwei Tiere, u. a. Eisbärin Tosca, die spätere Mutter von Knut. Die letzten beiden Tiere wurden zunächst nach Mexiko, später in die USA verkauft. Ursula Böttcher zog sich aus der Öffentlichkeit zurück, gab nur noch selten Interviews und siedelte nach Dresden über. Im März 2010 verstarb sie in einem Dresdner Krankenhaus und wurde ihrem Wunsch gemäß auf See bestattet.

## Wirken
Die nur 1,58 Meter große Ursula Böttcher war weltweit eine der wenigen Frauen, die in einer Manege Eisbären-Dressuren zeigte. Sie trat dabei mit bis zu zwölf Tieren gleichzeitig auf. Berühmt wurde sie durch den sogenannten Todeskuss, bei dem sie einen Eisbären von Mund zu Mund mit einem Stück Fleisch fütterte. In den USA wurde sie als „Princess of Bears“ beziehungsweise „the Baroness of the Bears“ gefeiert. Neben dem Eisbärenkuss waren auch der Bärenschlitten, der Kugellauf, das große Karussell, die Rutsche und der Tanz mit einem weißen Riesen gefeierte Bestandteile der Dressur.

## Ehrungen
Im Jahr 1974 wurde Böttcher in Spanien mit dem Zirkus-Oskar ausgezeichnet. Im Jahr 1983 erhielt sie beim 9. Internationalen Circusfestival Monte Carlo den Prix Nice-Matin. In ihrem Heimatland wurde sie mit dem Nationalpreis der DDR geehrt. Im Jahr 1978 erschien zudem der Briefmarkenblock „Zirkuskunst in der DDR“, die Böttcher und einen Eisbären beim Todeskuss zeigt.
In der Ruhmeshalle des internationalen Artistenmuseum Klosterfelde erinnern Kostüme, Fotos und ihr Eisbär Nordpol an die weltbekannte Artistin.
Am 18. Januar 2018 wurde Ursula Böttcher in einer feierlichen Zeremonie in den „Ring of Fame“ in Sarasota aufgenommen.